# VFA-83
83ème Escadron de chasseurs d'attaque
Le Strike Fighter Squadron EIGHTY THREE (STRKFITRON 83 ou VFA-83), est un escadron de chasseurs d'attaque de l'US Navy stationné à la Naval Air Station Oceana, en Virginie, aux États-Unis. L'escadron a été créé en 1950 et est surnommé "Rampagers" . 
Le VFA-83 est équipé du F/A-18E/F Super Hornet ; leur indicatif radio est Ram et leur code de queue est AC. Il est actuellement affecté au Carrier Air Wing Three sur l'USS Dwight D. Eisenhower (CVN-69) et sous le commandement du Strike Fighter Wing Atlantic (Naval Air Force Atlantic).

## Historique

### Années 1950

Premier insigne "Rampager"

L'escadron a d'abord été créé en sous le nom de Naval Reserve Fighter Squadron 916 (VF-916) "Roaring Bulls" au Naval Air Station Squantum (en) dans le Massachusetts en avril 1950. Le VF-916 a été appelé au service actif au NAS Jacksonville le 11 février 1951, puis a déménagé au NAS Oceana,en septembre 1951. L'escadron a été affecté au Carrier Air Group 8 (CVG-8) et était équipé du F4U-4 Corsair. Le CVG-8 a été déployé à bord de l'USS Tarawa (CV-40) en mer Méditerranée (novembre 1951 à juin 1952). Ensuite, le VF-916 est passé au F9F-5 Panther.

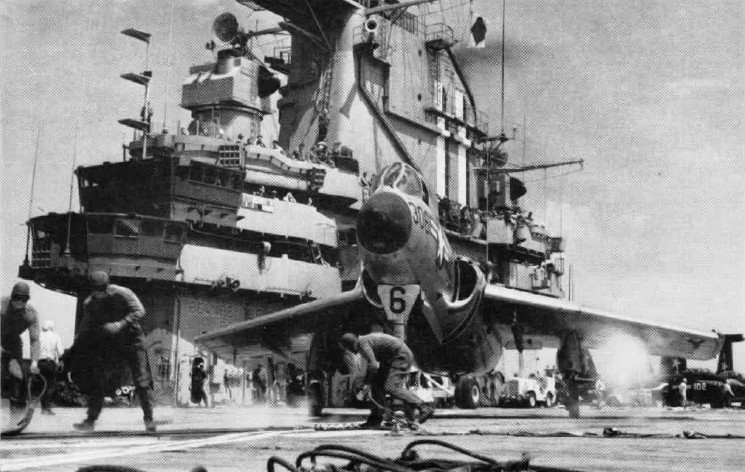
F7U-3M Cutlass du VA-83 sur USS Intrepid en 1956

Puis il a été renommé Fighter Squadron Eighty Three (VF-83) le 4 février 1953. Le premier insigne a été approuvé par le Chef des opérations navales le 16 mai 1950, consistant en un taureau noir avec des canons de mitrailleuses pour les cornes.
Le VF-83 s'est déployé avec l'USS Coral Sea (CV-43) en mer Méditerranée. Il est passé au F7U-3M Cutlass équipé du missile air-air AIM-7 Sparrow.
Le 1er juillet 1955 l'escadron a été renommé Attack Squadron 83 (VA-83) et a effectué un déploiement en mer Méditerranée à bord de l'USS Intrepid (CV-11) en 1956. Il s'agissait du premier déploiement à l'étranger d'un escadron équipé missiles navals. Le premier insigne "Rampager" a été approuvé le 12 avril 1957.
L'escadron a reçu l'A4D-1 Skyhawk en mars 1957 et, en fin d'année il a été le premier escadron à être équipé d'une capacité de ravitaillement en vol.
En 1958, à la suite de la poursuite des violences civiles au Liban, le VA-83 a été déployé dans le cadre de l'Air Task Group 201 (ATG-201) à bord de l'USS Essex (CV-9)  en soutien  des débarquements de US Marine Corps au Liban.

### Années 1960

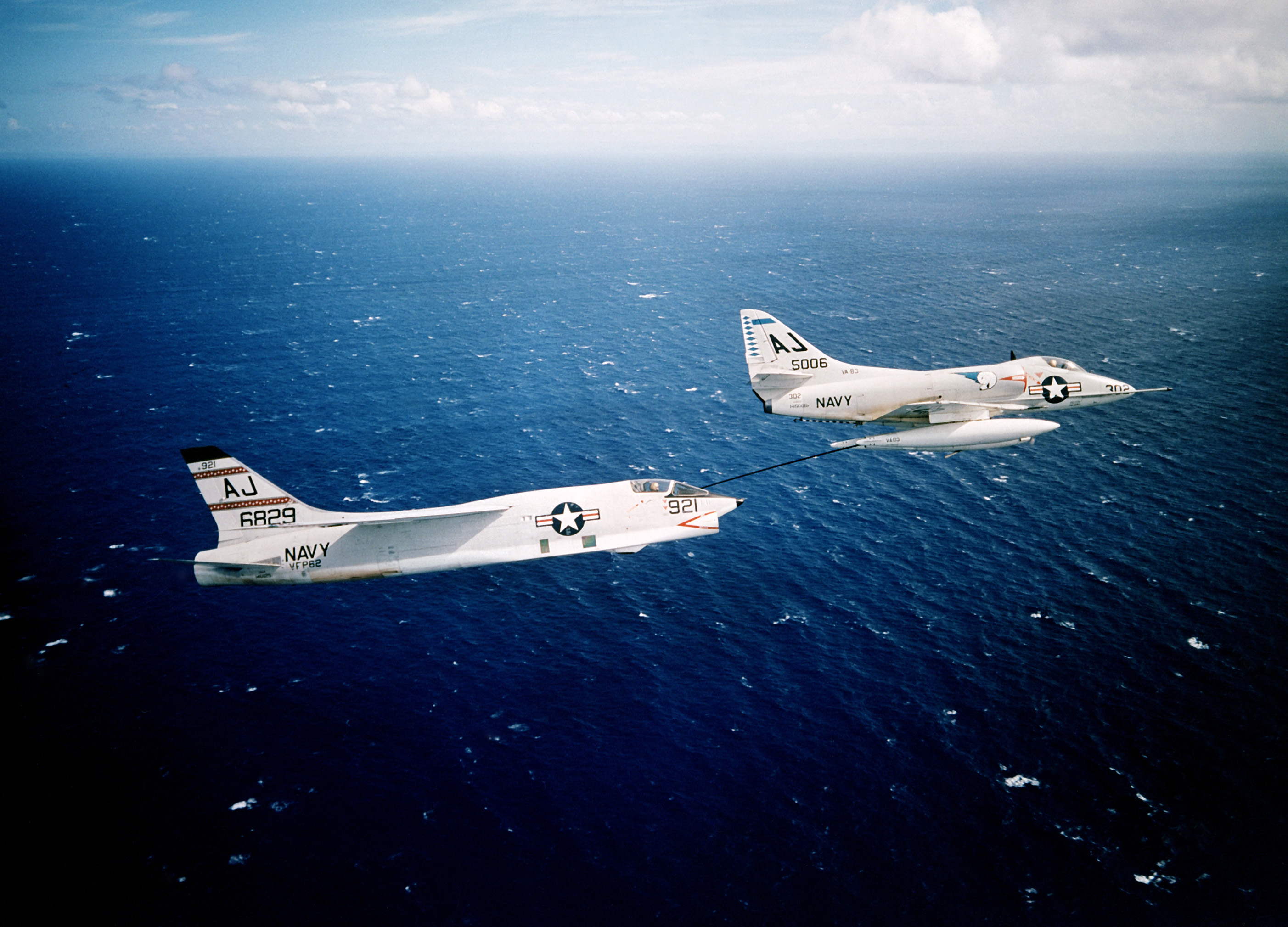
Un A4D-2 Skyhawk du VA-83 avec Un F8 Crusader du VFP-62, en 1962

De 1960 à 1966, le VA-83 a effectué cinq déploiements avec le Carrier Air Wing Eight (CVW-8) à bord de l'USS Forrestal (CV-59) en mer Méditerranée. En 1961 et 1962, ils remportèrent la COMNAVAIRLANT Battle "E". En août 1962, un escadron A4D-2N Skyhawk croise à bord du porte-avions britannique HMS Hermes (R12). À la fin de 1963, un détachement de VA-83 opérait également à partir de l'USS Lake Champlain (CV-39), fournissant une couverture de chasse pour le Anti-Submarine Carrier Air Group 52 (CVSG-52). Le 15 juin 1966, l'escadron déménage au Naval Air Station Cecil Field (en). De 1966 a 1968, le CVW-8 et VA-83 ont été déployés deux fois sur l'USS Shangri-La (CV-38), et en 1969 sur l'USS John F. Kennedy (CV-67). Au cours des deux derniers déploiements, l'escadron a de nouveau piloté des A-4C Skyhawk.

### Années 1970

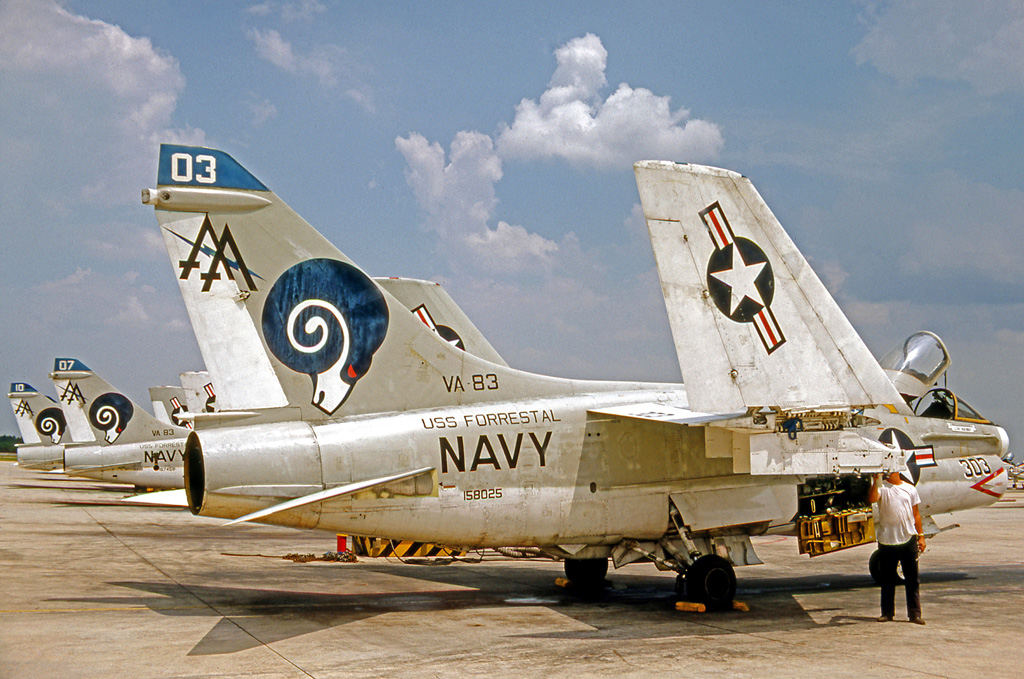
A-7E Corsair II du VA-83 portant le schéma de peinture "Rampagers" des années 1970

En juin 1970, le VA-83 est passé au A-7 Corsair II et a été réaffecté au Carrier Air Wing Seventeen (CVW-17). De janvier 1971 à novembre 1982, le VA-83 s'est déployé huit fois à bord de l'USS Forrestal (CV-59) en mer Méditerranée. 
De juillet à août 1974, l'escadron a opéré dans les environs de Chypre à la suite d'un coup d'État dans ce pays et de son invasion par les forces turques. En 1975, ils ont terminé leur 25e année en tant qu'escadron actif et ont accumulé 20.000 heures de vol sans accident. Entre 1975 et 1982, ils ont effectué trois déploiements, y compris des opérations d'entraînement avec des alliés de l'OTAN dans l'Atlantique Nord.

### Années 1980

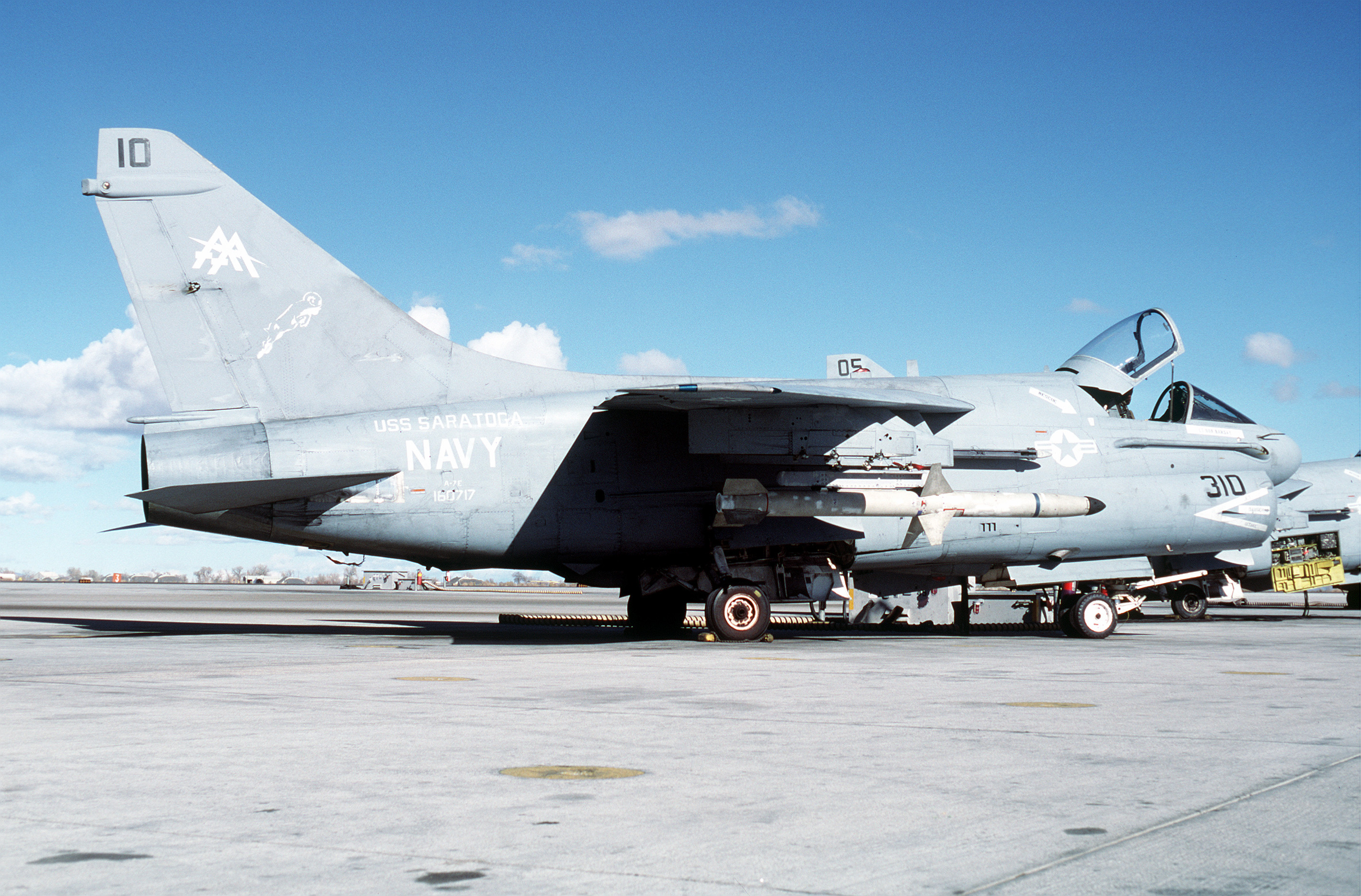
A-7E Corsair II du VA-83 avec un missile anti-rayonnement AGM-88 en 1986

En 1981, alors qu'il était embarqué sur l'USS Forrestal, le VA-83 a opéré en Méditerranée orientale à la suite de raids de représailles israéliens contre des batteries de missiles syriens situées dans le sud du Liban. Il a participé à un exercice de Freedom of navigation (en) dans le golfe de Syrte. Au cours de cet exercice, deux F-14 Tomcat de l'USS Nimitz (CVN-68) ont abattu deux Soukhoï Su-17 libyens le 18 août, dans ce qui est devenu connu sous le nom de «l'incident du golfe de Sidra». Le VA-83 a effectué des missions de reconnaissance au-dessus de navires libyens potentiellement hostiles. En 1982, le VF-83 s'est déployés pou soutenir la Force multinationale de sécurité à Beyrouth.
Entre 1984 et 1994, le VA-83 et le CVW-17 ont été affectés à six déploiements sur l'USS Saratoga (CV-60). Au cours de la campagne 1985-1986, ils ont soutenu des opérations dans l'océan Indien ainsi que des opérations en mer Méditerranée et l'Opération El Dorado Canyon contre la Libye. Les avions de l'escadron ont tiré des missiles AGM-88 HARM contre un site radar de missile libyen, marquant la première utilisation de ce missile au combat.
1987 a marqué leur déploiement final avec l'A-7 Corsair II, et en novembre, l'escadron a commencé la transition vers le F/A-18C Hornet. Le 1er mars 1988 le VA-83 a été renommé Strike Fighter Squadron (VFA-83).

### Années 1990

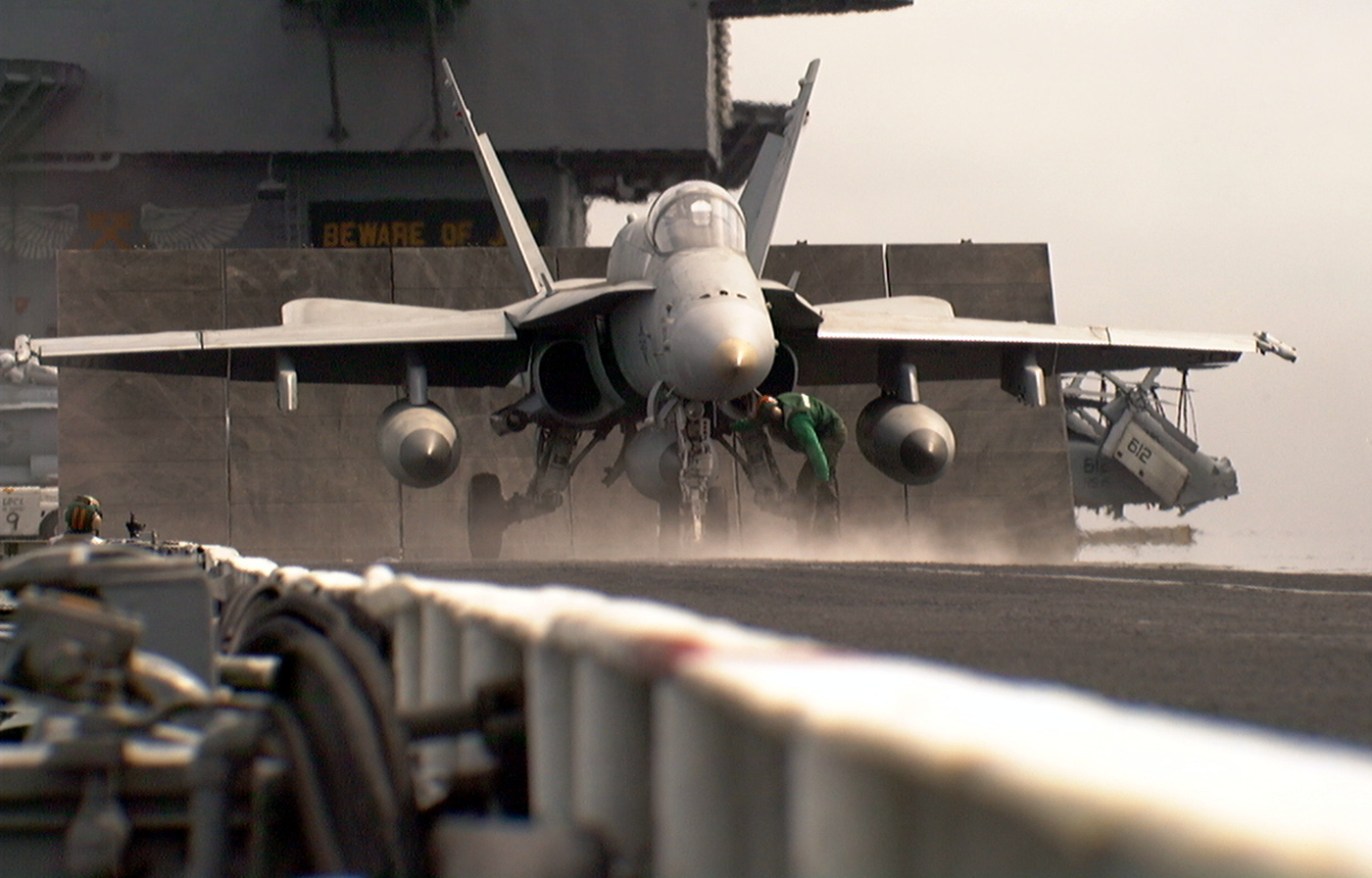
FA-18 Hornet du VFA-83 sur l'USS Enterprise en 1996

De 1990 à 1994, le VFA-83 a effectué trois déploiements avec le CVW-17bord de l'USS Saratoga (CV-60) à l'appui de l'Opération Desert Shield et de l'Opération Tempête du désert, effectuant 237 missions de combat au-dessus de l'Irak et du Koweït. Puis, dans la mer Adriatique, l'escadron a soutenu les opérations des Nations unies dans l'ex-Yougoslavie, en 1992. 
En 1996, l'escadron s'est déployé dans la mer Méditerranée, la mer Adriatique et le golfe Persique à bord de l'USS Enterprise (CVN-65) à l'appui de l'Opération Southern Watch. En avril 1998, le VFA-83 a été transféré au NAS Oceana, en Virginie. Au cours de la même année, l'escadron a été déployé à bord de l'USS Dwight D. Eisenhower (CVN-69) en mer Méditerranée.

### Années 2000 à 2020

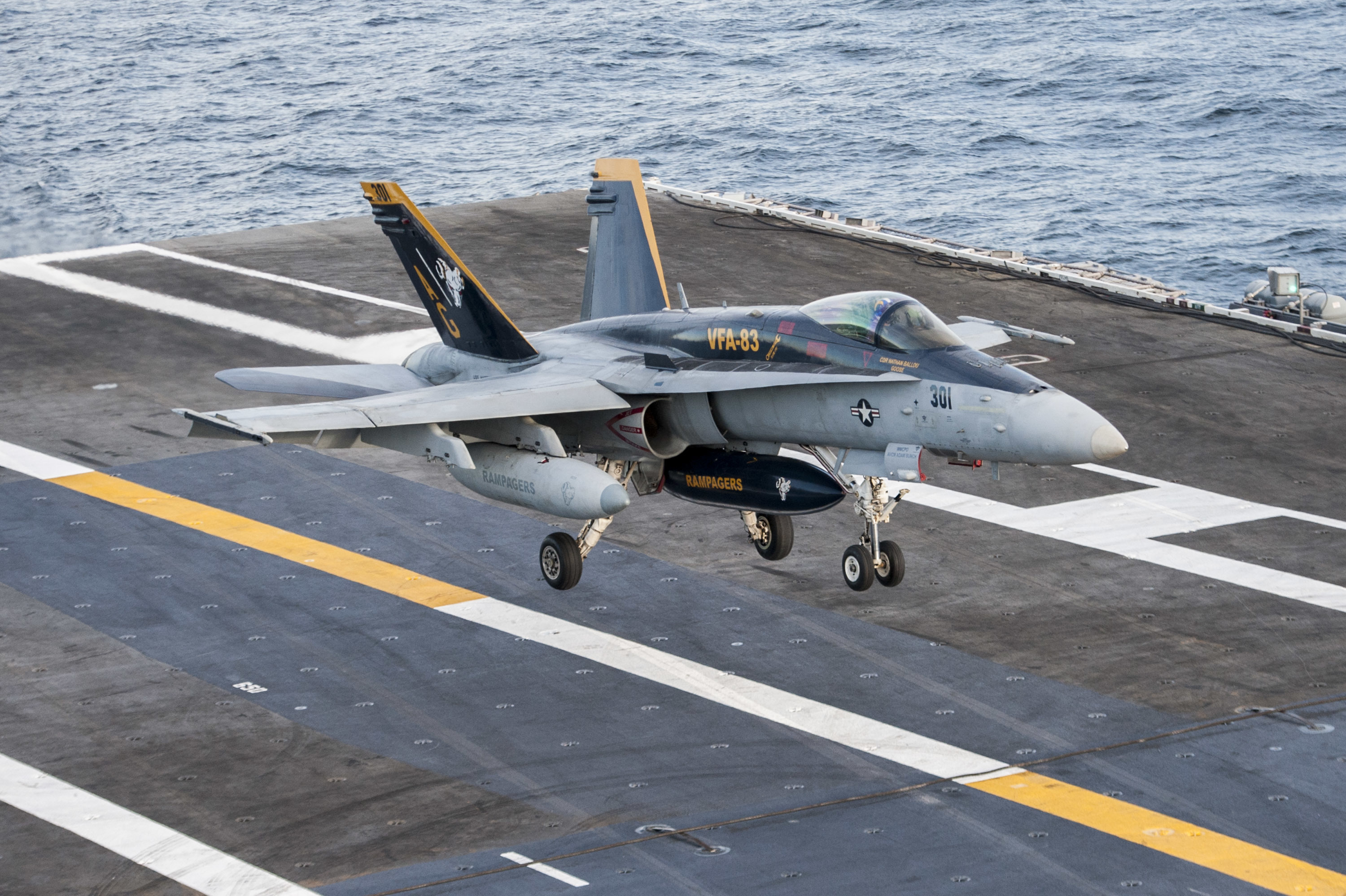
F/A-18C du VFA-83 atterrissant sur l'USS Harry S. Truman en novembre 2015

Le CVW-17 a ensuite été réaffecté au porte-avions USS George Washington (CVN-73) et a effectué deux déploiements en mer Méditerranée et en mer d'Oman en 2000 et 2002, soutenant l'Opération Enduring Freedom et l'Opération Iraqi Freedom. Ces opérations se sont poursuivies en 2004 lors du dernier déploiement de l'USS John F. Kennedy (CV-67).
Le VFA-83 a ensuite été réaffecté au Carrier Air Wing Seven (CVW-7) et déployé à nouveau sur l'USS Dwight D. EisenhowerCVN-69 dans la mer Méditerranée et l'océan Indien d'octobre 2006 à mai 2007. Comme l'USS Dwight D. Eisenhower a été réaménagé en 2008, les escadrons de chasseurs d'attaque du CVW-7 ont été affectés à l'USS George Washington (CVN-73). Au cours de cette croisière, les escadrons de CVW-7 ont conservé leur code de queue "AG".
Depuis 2009, le VFA-83 est affecté au CVW-7. Il a effectué quatre déploiements à bord de l'USS Dwight D. Eisenhower (CVN-69) en mer Méditerranée et en mer d'Arabie. En 2015-2016, il a effectué un déploiement à nord de l'USS Harry S. Truman (CVN-75) en mer Méditerranée.
Depuis fin 2016, le VFA-83 a été affecté au Carrier Air Wing Three et à l'USS Dwight D. Eisenhower (CVN-69) avec lequel il a effectué deux déploiements, en 2016 et 2020 en mer Méditerranée. Depuis août 2018, le VFA-83 pilote le F/A-18 Super Hornet.